# Xylocopa forbesii
Xylocopa forbesii är en biart som beskrevs av William Forsell Kirby 1883. Xylocopa forbesii ingår i släktet snickarbin, och familjen långtungebin. Inga underarter finns listade i Catalogue of Life.